# 게이브 뉴얼
게이브 로건 뉴웰(영어: Gabe Logan Newell, 1962년 11월 3일 출생)은 게이븐(Gaben)으로 별칭되는 미국의 컴퓨터 프로그래머, 사업가다. 비디오 게임 개발사 및 디지털 배급사 밸브 코퍼레이션의 공동 설립자이자 회장으로 유명하다. 시애틀 출신 뉴웰은 1980년 초 하버드대에 재학했으나 미국 기술회사 마이크로소프트에서 일하기 위해 자퇴했다. 그렇게 십년간 그 회사에서 몇몇 윈도우 운영체제를 제작하는 데 힘썼다.
회사에 근무하던 중 뉴웰은 동료 회사원 마이크 해링턴과 이드 소프트웨어의 《둠》과 《퀘이크》 등 1990년 중엽 발표된 컴퓨터 게임에 감탄했다. 게임이 유망한 엔터테인먼트임을 완전히 확신하고 자신만의 개발 스튜디오를 소유하는 것에 경도된 뉴웰은 해링턴과 마이크로소프트를 퇴사하고 1996년경 밸브를 공동 설립했다. 아직까지도 그는 회사의 회장직을 수행하고 있다.

## 생애 및 경력
뉴얼은 1962년 11월 3일 워싱턴주 시애틀에서 출생했다. 1996년 리사 메넷 뉴얼과 결혼했다.
뉴얼은 1980년에서 1983년까지 하버드 대학에 재학했는데, 미국 기술회사 마이크로소프트에서 일하기 위해 자퇴했다. 뉴얼은 향후 13년간을 그 회사에서 근무했고, 윈도우 1.01, 1.02, 1.03 운영체제의 개발에 참여했다. 뉴얼은 이후 밝히기를 자신은 마이크로소프트에서의 첫 3개월간 배운 것이 하버드 시절보다 많았다고 했다. 이것은 그가 자퇴를 한 이유 중 하나였다. 마이크로소프트를 떠나 컴퓨터 게임 《퀘이크》를 이드 소프트웨어에서 제작한 마이클 애브라시에게 고무된 뉴얼은 동료 마이크로소프트 임원 마이크 해링턴과 함께 마이크로소프트를 퇴사해 1996년 밸브 유한책임회사를 세웠다. 뉴얼과 해링턴은 모아온 자금으로 밸브에 투자하여 《하프라이프》의 제작 및 골드Src 게임엔진 개발에 사용했다. 《하프라이프 2》의 제작 기간에는 스팀 프로젝트에 수개월간 주력했다.
2007년, 뉴얼은 게임 콘솔, 특히 플레이스테이션 3을 위한 자신의 소프트웨어 개발에 대해 불만을 가지고 있음을 피력했다. 뉴얼은 콘솔의 개발 과정이 대개 "모두의 시간을 빼앗는 짓"이며, "많은 측면에서 재앙이다 ... 내가 장담하건대, 분명 이 이후에도, 그들은 그저 취소했다가 다시 또다시 반복할 것이다. 이렇게 말해야 한다. '이건 참담한 재앙이며 사과의 말씀을 드리며 그것의 개발로 사람들을 설득시키는 짓을 그만두겠습니다'." 그런데 2010년 일렉트로닉 엔터테인먼트 엑스포에서 소니 키노트의 무대에 출연한 뉴얼은, 자신의 콘솔 개발에 대한 노골적 언사를 인정하며 소니 플레이스테이션 3 플랫폼의 열린 특성에 대해 논하고 《포탈 2》가 콘솔용으로 발표된다는 사실과 함께 스팀웍스가 모든 콘솔에 있어 최상의 버전을 지원할 것을 공표했다. 또한 뉴얼은 엑스박스 라이브 서비스를 비판하며, 그것을 "철도 사고"에 비유했다. 또한 마이크로소프트 윈도우 8에 비판적이며 그것이 열린 특성을 지닌 PC 게이밍에 있어서 "참사"이자 "위협"이라고 불렀다.
2010년 12월, 《포브스》는 뉴얼을 "당신이 알아야 할 이름"으로 선정했다. 그가 구축한 스팀이 다양한 주요 개발사들과 협력하고 있다는 사실이 그 이유였다. 2013년 3월, 뉴얼은 비디오 게임 산업에서의 공헌으로 BAFTA 펠로우십 어워드를 수상했다. 2017년 1월 기준으로 《포브스》는 뉴얼의 순자산을 41억 달러로 추산하여 그는 포브스 400에서 134위에, 그리고 세계서 가장 부유한 사람 순위에서 427위에 올랐다.

## 개인사
뉴얼은 자신이 가장 좋아하는 게임으로 《슈퍼 마리오 64》, 《둠》, 부루그 메인프레임 버전의 《스타 트렉》을 거론했다. 《둠》은 게임이 유망한 엔터테인먼트임을 각인시켰고, 《슈퍼 마리오 64》는 게임이 예술의 한 형태가 될 수 있음을 증명해 주었다. 뉴얼은 애니메이션 시리즈 《마이 리틀 포니: 우정은 마법》의 팬이다.
뉴얼은 전에 푹스 이상증을 앓은 적이 있다. 각막에 영향가는 태생적 질환이나, 2006년과 2007년의 두 각막 이식을 통해 치료했다.
게임 커뮤니티 내에서, 그는 우스갯소리로 "게이븐"으로 지칭되며, 이 별명은 그의 작업 이메일 주소에서 기원이 있다. 뉴얼은 자신의 대중 이미지를 성장시키고 싶다는 심정을 내비친 바 있다. "저를 보면 달려들어 포옹하는 사람들이 있어요. 저는 그런 식의 사람은 아니지만, 그들이 원하는데 어쩌겠나요. 제 자식들과 외출하면서 그런 일이 있었을 때, 자식들은 쿨하게 넘겼지만, 전 아니었어요. '아빠, 그냥 받아들여요.' 지금도, 전 고객분들에게 배우고 있는 셈이죠."